# Flavon
Flavon (Flaón in noneso) è una frazione di 532 abitanti del comune di Contà, nella provincia di Trento. Fino al 31 dicembre 2015 ha costituito un comune autonomo, che confinava con i comuni di Cunevo, Denno, Nanno, Terres e Tuenno. Il 1º gennaio 2016 si è fuso con Cunevo e Terres nel nuovo comune.

## Geografia fisica
Flavon si trova in Val di Non sulla sponda destra del Noce. Il territorio della frazione risulta compreso tra i 356 e i 1 704 metri sul livello del mare. L'escursione altimetrica complessiva risulta quindi essere pari a 1 348 metri.

## Storia

### Origine del nome
Paolo Orsi nel 1885 sosteneva che il toponimo derivasse dal personale latino Flavius. Più probabilmente il nome si collega a Fiavé e al latino fābŭla 'bosco sacro', con suffisso -one non in senso aumentativo ma collettivo.

### La Pieve
Flavon fin dall'età medievale era la sede di una pieve la cui esistenza è documentata fin dal XIII secolo. Essa comprendeva anche le comunità di Cunevo e di Terres.

### I conti Flavon
Intorno al XII secolo si insediò nel territorio del paese una famiglia di origine bavarese, proveniente da Biburg, che assunse così il nome della località a loro infeudata. I conti Flavon controllavano anche i vicini paesi di Cunevo e Terres, da qui trae origine il nome del comune del Contà. Essi risiedevano in un castello posto a valle del paese, su di una alta rupe sopra il  torrente Tresenica, che prese il nome di Castel Flavon. Alla fine del XIII secolo i conti Flavon furono sconfitti e privati dei loro diritti e dei loro feudi nel Contà dai Conti di Tirolo. La giurisdizione di Flavon, comprendente anche Cunevo e Terres, divenne così un un'enclave appartenente alla Contea del Tirolo entro i confini del Principato Vescovile di Trento

### Gli Spaur
Dopo alcuni decenni di capitanato dei signori di Coredo, il castello e la giurisdizione di Flavon passarono nel 1334 a Volcmaro di Burgstall, già capitano di Castel Sporo dal 1312, capostipite degli Spaur. Gli Spaur ressero la giurisdizione di Flavon in nome dei Conti del Tirolo per quasi cinquecento anni, dal XIV al XIX secolo, amministrando la giustizia ed esercitando i loro diritti signorili. Dopo l'abbandono del vecchio castello di Flavon avvenuto tra il XVI e il XVII secolo, gli Spaur edificarono un palazzo nel centro abitato, oggi noto come Palazzo Spaur.

### Simboli
Stemma
Lo stemma di Flavon era stato concesso con deliberazione della Giunta provinciale di Trento del 13 dicembre 1988, n. 16238.
Lo stemma comunale riprendeva il blasone dei conti di Flavon.
Gonfalone

## Monumenti e luoghi d'interesse

### Architetture religiose
- Chiesa della Natività di San Giovanni Battista, pievana di cui si hanno notizie dal XIII secolo. Degna di nota per il portale rinascimentale, gli affreschi attribuiti ad Angelo Baschenis (1485 circa) e il ritrovamento di un sarcofago romano del III secolo, un tempo ritenuta la lapide del vescovo di Trento Massimino (VII secolo).
- Cappella di San Valentino, non più esistente.
- Cappella di San Bartolomeo, annessa a Castel Flavon.
- Mausoleo di Sava Rakicic. Monumento funebre in stile neogotico all'ufficiale serbo dell'esercito austro-ungarico che aveva sposato Elena Teresa, l'ultima erede degli Spaur di Flavon, morto a Flavon nel 1897.

### Architetture civili e militari
- Palazzo Spaur, nel centro storico del paese, al civico n.8 di via Campo Sportivo.
- Castel Flavon.

### Aree naturali
- Poco sopra il paese, al margine del bosco, si trova un piccolo specchio d'acqua, denominato Lago Fontana.[12]

## Società

### Evoluzione demografica
Abitanti censiti

Il comune di Flavon fece registrare nel censimento del 1991 una popolazione pari a 487 abitanti. Nel censimento del 2001 fece registrare una popolazione pari a 508 abitanti, mostrando quindi nel decennio 1991-2001 una variazione percentuale di abitanti pari al 4,31%.
Gli abitanti sono distribuiti in 195 nuclei familiari con una media per nucleo familiare di 2,61 componenti.

## Economia
Risultano sul territorio della frazione 4 attività industriali con 60 addetti pari al 45,45% della forza lavoro occupata, 13 attività di servizio con 24 addetti pari al 18,18% della forza lavoro occupata, altre 9 attività di servizio con 27 addetti pari al 20,45% della forza lavoro occupata e 5 attività amministrative con 21 addetti pari al 15,91% della forza lavoro occupata.
Risultano occupati complessivamente 132 individui, pari al 25,98% del numero complessivo di abitanti del paese.

## Amministrazione
| Periodo        | Periodo          | Primo cittadino  | Partito      | Carica  | Note |
| -------------- | ---------------- | ---------------- | ------------ | ------- | ---- |
| 5 giugno 1995  | 14 maggio 2000   | Fabrizio Dolzani | Lista civica | Sindaco |      |
| 15 maggio 2000 | 9 maggio 2005    | Fabrizio Dolzani | Lista civica | Sindaco |      |
| 9 maggio 2005  | 16 maggio 2010   | Emiliano Tamè    | Lista civica | Sindaco |      |
| 17 maggio 2010 | 31 dicembre 2015 | Emiliano Tamè    | Lista civica | Sindaco |      |